# Stor måntandsmossa
Stor måntandsmossa (Harpanthus flotovianus) är en bladmossart som först beskrevs av Christian Gottfried Daniel Nees von Esenbeck, och fick sitt nu gällande namn av Christian Gottfried Daniel Nees von Esenbeck. Stor måntandsmossa ingår i släktet måntandsmossor, och familjen Geocalycaceae. Arten är reproducerande i Sverige. Inga underarter finns listade i Catalogue of Life.